# Куб Ёсимото
Куб Ёсимото (англ. Yoshimoto Cube) — кубик-головоломка, изобретённая в 1971 году японским дизайнером Наоки Ёсимото (яп. 吉本直貴, род. 1940) в 1972 году; впервые представлена персональной выставке «From Cube to Space». В 1982 году  включён в постоянную коллекцию Музея современного искусства в Нью-Йорке.
Куб состоит из восьми соединённых между собой маленьких кубиков, которые можно складывать или разворачивать до бесконечности. Развёрнутый куб можно разделить пополам и снова собрать так, чтобы получилось два одинаковых звёздчатых ромбододекаэдра.

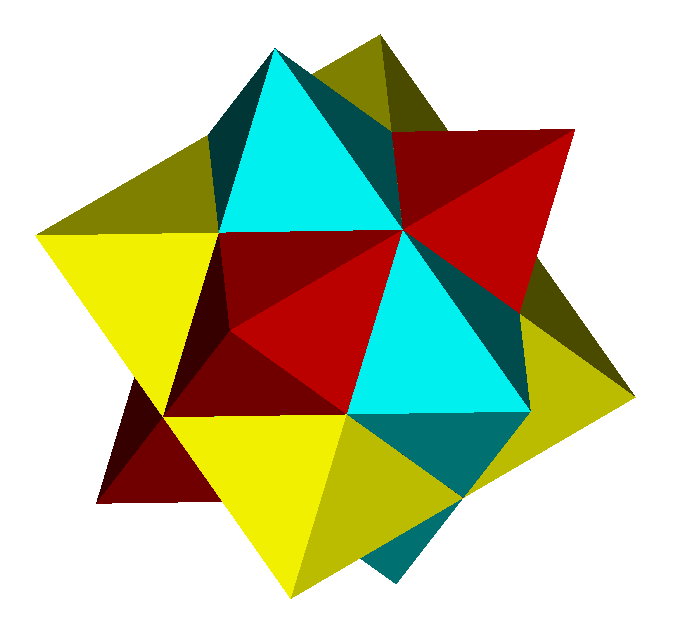
Звёздчатый ромбододекаэдр
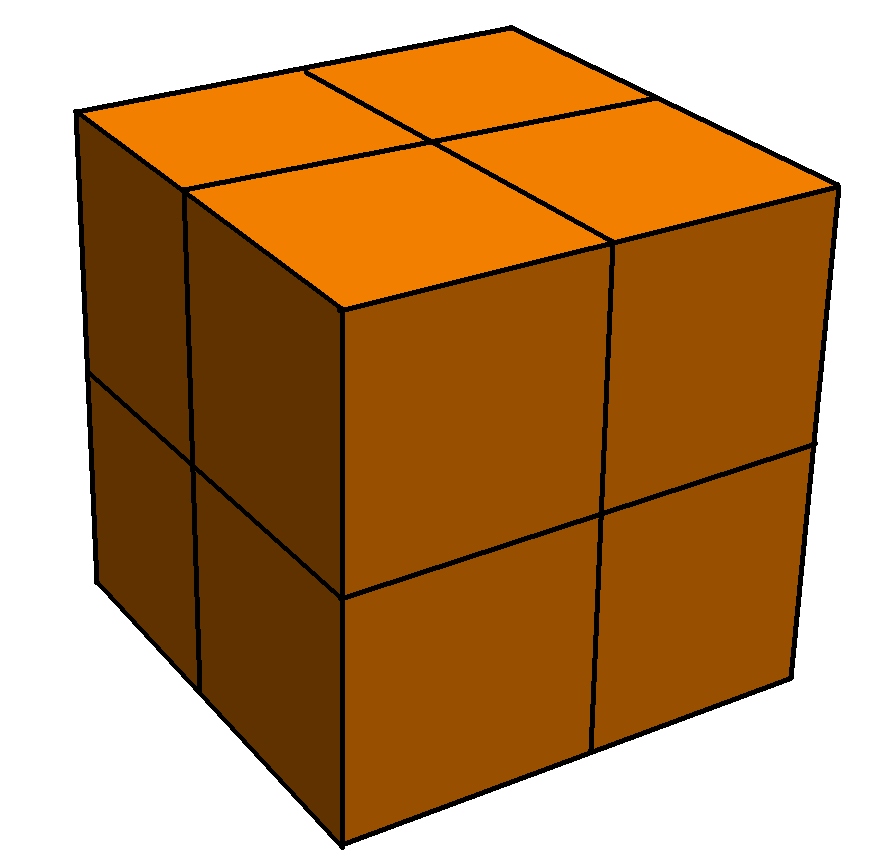
Исходная форма куба Ёсимото